# Texas Holiness University
Texas Holiness University var en kristen skola grundad på initiativ av en kommitté inom Helgelserörelsen i sydöstra USA, vid ett möte i Greenville, Texas i april 1899.
Skolan drevs ursprungligen i privat regi men övertogs 1911 av the Pentecostal Church of the Nazarene som ändrade skolans namn till Peniel Holiness University. 1917 ändrades namnet åter, denna gång till Peniel Holiness College.
1923 gick skolan samman med 13 andra skolor i västra USA, anslutna till samma trossamfund. Den nya skolan förlades till Bethany i Oklahoma och fick namnet Bethany Peniel College, senare ändrat till Bethany Nazarene College och slutligen (1988) till Southern Nazarene University.